# Can Deu (Barcelona)
Can Deu és un edifici situat a la plaça de la Concòrdia del barri de les Corts de Barcelona, catalogat com a bé cultural d'interès local.

## Història
La plaça de la Concòrdia és el centre del primer eixample urbà de Les Corts (1845), conegut com Les Corts Noves. El solar primitiu fou adquirit per Joaquima Pagès i Giralta, vídua d'Andreu Carbonell i Rumagosa, per títol d'establiment emfitèutic a favor seu de Josep Closas, propietari de Can Vinyals. A la seva mort, heretaren els seus fills Andreu, Josepa, Antònia i Maria Carbonell i Pagès, que el 1897 vengueren la propietat a Josep Deu i Mata pel preu de 35.000 pessetes. Aquest encarregà el projecte a l'arquitecte Eduard Mercader.
Durant la Guerra Civil fou la seu dels comitès locals del PSUC i de la FAI. L'any 1939, fou confiscada per allotjar-hi la guàrdia del General Franco, fins que la família Deu la va poder recuperar i habitar-hi fins al 1981.
El 17 de gener del 1984, l'edifici fou venut a l'Ajuntament de Barcelona, que el va rehabilitar. Respecte als elements decoratius de l'interior, es portà a terme una restauració general, tot i que en alguns casos, en va ser imprescindible la substitució o eliminació. El nou Can Deu va ser inaugurat oficialment el 6 de desembre del 1986 per l'arquitecta Judit Masana juntament amb la historiadora de l'Art Teresa Navas com a seu provisional de l'Arxiu Municipal del Districte i la Biblioteca Popular. En l'actualitat acull la seu del Centre Cívic de Les Corts.

### Les dones a Can Deu
La primera referència a una dona Deu és del 25 d'agost de 1629, quan Joan Deu, notari reial, es casà a Barcelona amb Herònima, donzella, filla de Joan Pau i Ferrer, pagès de Sarrià, i de Maria (no consta el cognom). El 25 de novembre de 1638, va arribar a Barcelona Pere Deu, immigrant d'origen francès. Sis anys després, el 17 d'abril de 1644, es va casar a l'Esglesia del Pi amb la vídua Magdalena Camps. El 27 de setembre de 1700, el fadrí Pau Deu, pagès, es casà amb Magdalena Cases.
El 1726, Pere Deu, fill de Pau Deu, es va casar amb Eulàlia Más, a l'església de Sant Vicenç de Sarrià. El 1744, el seu fill, amb 18 anys, es va casar amb Gertrudis Sangés, també a l'església de Sant Vicenç de Sarrià. El 6 d'abril de 1776, es te constància del següent matrimoni: Joan Deu (fill de Pere i Gertrudis) amb Maria Piera (filla de Vicens i Teresa); d'aquest matrimoni, va néixer l'any 1777, un fill, Vicens Deu i Piera.
El 3 de juny de 1799, Vicenç Deu i Piera es va casar amb Josepa Estacó i Forasté, a l'Església del Pi; eren dos joves de 18 anys. L'any 1794, Vicens Deu i Piera havia anat a viure a casa dels Estacó; tenia 17 anys aproximadament, més o menys com la Josepa Estacó i Forasté. D'aquest matrimoni, van néixer 4 fills (una noia, i tres nois): Magdalena (1802), Gabriel (1805), Ignasi (1810), Josep (1813); tots van néixer a Sant Feliu de Llobregat.
El 6 de setembre de 1842, es van casar Josep Deu i Estacó i Maria Mata i Sangés, a l'església de Sant Miquel del Port. Ell era fill de Vicens Deu i Piera i Josepa Estacó i Forasté, i ella de Francesc Mata (taverner) i Mariana Sangés. Van tenir 4 fills, (tres nois i una noia), Josep (1846-1916), Narcís, Vicens i Maria Deu i Mata. Vivien al carrer Códols (Ciutat Vella). Aquí, es quan es produeix el trasllat, de la família, a Les Corts, concretament, al carrer Solà 23 (abans, Rosés). De la filla Maria, no se'n parla; possiblement es va casar i emancipar de la tutela familiar.
El 1878, Josep Deu i Mata es va casar amb Magdalena Majó i Deu a l'església del Remei, de les Corts; van necessitar una llicència del Papa Lleó XIII, pel fet de ser parents. La Magdalena era filla de Joan Majó i Muntaner i Magdalena Deu i Estapé, nascuts a Sant Feliu de Llobregat. Josep i Magdalena van tenir, quatre fills, (un noi i tres noies): Josep (1880-1924), Magdalena, Mercè i Assumpció. Dels altres germans Deu i Mata, Narcís Deu i Mata, va quedar solter i Vicens Deu i Mata, es va casar amb Dolors Pausas, varen tenir 3 fills (2 nois i una noia), Vicenç, Josepi Carme. Josep Deu i Majó i Francesca Bosch i Tries (1895-1977) es van casar el 1916 i van tenir 3 fills, Josep (1917-2011), Jacint (1919-2013), i Jordi (1920-1928). Mercè Deu i Majó, es va casar amb Josep Ribot Nubiola, van tenir 4 fills, (3 nois, i 1 noia), Manel, Josep, Lluïsa i Miquel. Magdalena Deu i Majó, es va casar amb Jacint Nubiola Ribot, van tenir 4 fills, (1 fill, i 3 filles), Josep, Gumersinda, Glòria i Magda.
Josep Deu i Bosch es casà amb Anna M. Ibarz el 1948, a l'Oratori privat de Can Deu, (es va necesitar una dispensa eclesial), varen tenir 4 fills, (1 fill, i 3 filles) Josep M., Marta, Anny i Glòria. Jacint Deu i Bosch, es casà amb Roser Palomera, el 1964, com el seu germà, a l'Oratori privat de Can Deu, van tenir 3 fills, (1 fill, i 2 filles), Gemma, Enric i Cristina.

## Descripció
Comprèn planta baixa, dos pisos i coberta de vessants, de la qual sobresurt una torratxa amb mirador que supera dues plantes d'alçada. L'accés principal dona pas a una zona de vestíbul i a un pati central quadrangular cobert en el qual sorgeix l'escala noble d'accés a la planta principal o primera.
Les tres façanes de la casa estructuren les seves obertures en eixos verticals de ritme regular: balcons ampitats a planta baixa, balcons amb volada de pedra a la planta principal i galeria de finestres al segon pis. Encara que els murs es presenten arrebossats i amb franges d'esgrafiat, els elements vinculats a les obertures (llindes, muntants, volades i permòdols) són fets de pedra de Montjuïc. La façana principal presenta tres eixos verticals d'obertura, mentre que la façana del carrer de Deu i Mata en presenta fins a sis. En totes les obertures hi destaquen els elements de forja que configuren les baranes. En el pis principal, aquestes obertures són ressaltades per un guardapols motllurat medievalitzant. A la cantonada del mateix nivell hi destaca la tribuna, una estructura de ferro i vidre amb una coberta de ceràmica vidrada que reposa sobre permòdols de pedra. En la façana principal, les finestres del segon pis són trigèmines, mentre que en la lateral es tracta d'arcs simples. El conjunt és rematat per un potent ràfec del qual neix la teulada de ceràmica vidrada damunt la qual sobresurt la torratxa, amb llur balcó corregut amb barana de fosa i coronada per una cuculla ceràmica de perfil ogival.
La façana posterior, afrontada al jardí, presenta unes característiques totalment diferents, mediatitzades per una gran tribuna de ferro i vidre que abraça la planta baixa i el pis principal amb la seva planta poligonal, com si es tractés d'un absis. En el jardí s'hi troba, entre til·lers i castanyers, una font i un petit templet fets de trencadís.
Pel que fa als interiors, s'han conservat els forjats de biga i revoltó, així com alguns falsos sostres i, sobretot, terres de mosaic hidràulic, arrambadors ceràmics originals i la fusteria de les obertures.